# Trzemeszno
Trzemeszno (udtale: [tʂɛˈmɛʂnɔ]) er en by i den østlige centrale del af  voivodskabet Storpolen i  den vestlige centrale del af Polen. Byen   har 7.522(2021) indbyggere og et areal på 5,46 km², og er en del af  powiatet Gniezno. Den ligger ved den østlige bred af Popielewskie-søen, og er en af de ældste bosættelser i regionen.

## Historie
Omkring 900-tallet blev der skabt en slags forsvarsbebyggelse her, men den  ændrede sig hurtigt sin funktion til et markedssted da byen lå på handelsruten, der forenede Storpolen med det nordlige Masovien og Pommern.
I det 12. århundrede blev Trzemeszno en ejendom tilhørende et kloster under Augustinerordenen. Munkene blev bragt dertil af hertug Bolesław 3. Wrymouth. Trzemeszno modtog sine byrettigheder før 1382. Den var en privat kirkeby, administrativt beliggende i Powiat Gniezno i Kalisz voivodskab i provinsen Storpolen i Kongeriget Polen.
Fra anden halvdel af det 17. århundrede begyndte en tilbagegang af byen forårsaget af den svenske invasion af Polen (Karl 10. Gustavs polske krig) og pest. I 1766 var der kun 15 huse tilbage i Trzemeszno.
Men snart begyndte byen at udvikle sig hurtigt. En vigtig periode i byens historie skyldes Michał Kościesza Kosmowskis aktivitet, som var klosterabbed (1761-1804). Han grundlagde "Ny by" - en forstad, hvor vævere bosatte sig, og St. Michaels forstaden for andre håndværkere. Kosmowski grundlagde også adskillige bygninger til offentlige tjenester: "Collegium Tremesnensis", en gymnasieskole (i øjeblikket Liceum Ogólnokształcące im. Michała Kosmowskiego), hospital og et nyt bryggeri. Den polske patriot, Jan Kiliński, blev født her i 1760. I 1791 var der 144 bygninger i byen, og der boede næsten 1.000 mennesker. Beboernes hovedaktiviteter var knyttet til håndværk og handel og indramning. En virksomhed som tog kunstneriske udfordringer op, var ved at genopbygge og ændre klosterkirken til barokstil. Arbejdet blev afsluttet i 1791, da kirken blev indviet.
I 1793, under Polens anden deling, blev Trzemeszno annekteret af Kongeriget Preussen. Efter den vellykkede Storpolske opstand i 1806, blev den genvundet af polakker og inkluderet i det kortvarige Hertugdømmet Warszawa. Efter hertugdømmets opløsning i 1815 blev det atter annekteret af Preussen og indlemmet i det nydannede Storhertugdømmet Posen (Poznań). I 1836 sekulariserede den preussiske regering klostret. I 1848 blev Trzemeszno et af hovedcentrene for den polske Storpolske opstand mod Preussen, og var stedet for et slag, vundet af polakkerne. Byens indbyggere (herunder mange studerende) var også involveret i januaroprøret (1863). Trzemesznos gymnasieskole har tradition for at deltage i nationale befrielseskampe. I 1844 blev der dannet et hemmeligt samfund af studerende kaldet "Sarmatia", og fra 1861 var National Society "Zan" aktivt.